# Vertical Horizon
Vertical Horizon est un groupe de rock alternatif américain, originaire de Washington, D.C. Formé en 1991 à l'Université de Georgetown, le groupe connaît un grand succès aux États-Unis entre 1999 et 2000 avec une succession de hits, dont You're a God, Everything You Want, et The Best I Ever Had (Grey Sky Morning). Leur sixième album studio, intitulé Echoes from the Underground, est publié en octobre 2013.

## Biographie

### Formation (1991–1995)
Vertical Horizon est formé en 1991 par Matt Scannell et Keith Kane, étudiants de la Georgetown University. Ils reprennent des chansons en concert de groupes comme Simon & Garfunkel. En 1992, après lavoir obtenu leur diplôme à Georgetown, le duo se délocalise à Boston et publie un premier album, There and Back Again, qu iest enregistré dans l'ancien lycée de Scannell, la Deerfield Academy, pendant quelques semaines..
Scannell et Kane tourne comme duo pendant quelques années aux côtés de groupes similaires comme Jackopierce. Leur album qui suit, Running on Ice, en 1995, est produit par John Alagia (Dave Matthews Band, John Mayer), Doug Derryberry, et Scannell. Toujours basé sur l'acoustique, Running on Ice fait aussi participer Derryberry, Jackopierce, et Carter Beauford du Dave Matthews Band à la batterie. Deux chansons, Wash Away de Kane et The Man Who Would Be Santa de Scannell, sont incluses dans la deuxième compilation publiée par le label Aware Records.

### Live Stages(1996–1997)
Après d'autres tournées en 1996 sous le nom de Vertical Horizon, ils recrutent le batteur Ed Toth. Live Stages est publié au début de 1997, et comprend des chansons plus axées guitare électrique.

### Echoes from the Underground(depuis 2011)
Vertical Horizon annonce en juin 2011 un nouvel album. L'album, intitulé Echoes from the Underground, est publié le 8 octobre 2013. Peart revient à la batterie pour les chansons Instamatic et South for the Winter. En juin 2017, Scannell annonce à un concert à Fairfax, un nouvel album pour été 2017.

## Membres

### Membres actuels
- Matt Scannell - chant, guitare (depuis 1990)
- Ron LaVella - batterie (depuis 2009)
- Donovan White - guitare (depuis 2012)
- Jeffrey Jarvis - basse (depuis 2013)

### Anciens membres
- Ed Toth - batterie, percussions (1996-2005)
- Sean Hurley - basse, chœurs (1998-2008)
- Keith Kane - chant, guitare (1990-2010)
- Jason Sutter - batterie (en studio et en concert) (2009-2010)
- Corey McCormick - basse (en concert) (2009-2010)
- Eric Holden - basse, chœurs (en concert)  (2009–2011)
- Jason Orme - guitare rythmique, chœurs (en concert) (2011–2012)
- Cedric LeMoyne - basse, chœurs (en concert) (2011–2013)
- Steve Fekete - chant, guitare, chœurs (2009-2013)
- Jenn Oberle - basse, chœurs (en concert) (2011–2013)

## Discographie
- 1992 : There and Back Again
- 1995 : Running on Ice
- 1997 : Live Stages
- 1999 : Everything You Want
- 2003 : Go
- 2009 : Burning the Days
- 2013 : Echoes from the Underground
- 2018 : The Lost Mile